# Трейнор (Айова)
Трейнор (англ. Treynor) — місто (англ. city) в США, в окрузі Поттаваттамі штату Айова. Населення — 1032 особи (2020).

## Географія
Трейнор розташований за координатами 41°13′56″ пн. ш. 95°36′23″ зх. д. / 41.23222° пн. ш. 95.60639° зх. д. (41.232193, -95.606342).  За даними Бюро перепису населення США в 2010 році місто мало площу 1,50 км², уся площа — суходіл.

## Демографія
Згідно з переписом 2010 року, у місті мешкало 919 осіб у 363 домогосподарствах у складі 269 родин. Густота населення становила 612 особи/км².  Було 381 помешкання (254/км²).
Расовий склад населення:
| - 99,9 % — білих - 0,1 % — чорних або афроамериканців |

До двох чи більше рас належало 0,0 %. Частка іспаномовних становила 0,1 % від усіх жителів.
За віковим діапазоном населення розподілялося таким чином: 26,4 % — особи молодші 18 років, 58,3 % — особи у віці 18—64 років, 15,3 % — особи у віці 65 років та старші. Медіана віку мешканця становила 40,7 року. На 100 осіб жіночої статі у місті припадало 94,7 чоловіків;  на 100 жінок у віці від 18 років та старших — 92,6 чоловіків також старших 18 років.
Середній дохід на одне домашнє господарство  становив 81 650 доларів США (медіана — 70 000), а середній дохід на одну сім'ю — 96 642 долари (медіана — 88 000). Медіана доходів становила 57 426 доларів для чоловіків та 41 607 доларів для жінок. За межею бідності перебувало 2,1 % осіб, у тому числі 3,3 % дітей у віці до 18 років та 0,0 % осіб у віці 65 років та старших.
Цивільне працевлаштоване населення становило 524 особи. Основні галузі зайнятості: освіта, охорона здоров'я та соціальна допомога — 33,4 %, фінанси, страхування та нерухомість — 12,6 %, транспорт — 7,8 %, науковці, спеціалісти, менеджери — 7,6 %.